# Caripeta hyperythrata
Caripeta hyperythrata là một loài bướm đêm trong họ Geometridae.